# Nikołaj Wierieszczagin
Nikołaj Wasiljewicz Wierieszczagin, ros. Николай Васильевич Верещагин (ur. 13 października?/25 października 1839 koło wsi Piertowka (ros. Пертовкa) lub Pietrowka (ros. Петровкa) w ujeździe czerepowieckim, gubernia nowogrodzka, zm. 13 marca 1907 tamże lub w Moskwie) – rosyjski przedstawiciel nauk rolniczych (agronomia, zootechnika, przetwórstwo), działacz społeczny i oświatowy nazywany ojcem przemysłowego mleczarstwa i serowarstwa w Rosji i „ojcem rosyjskiej spółdzielczości”, twórca masła wołogodzkiego. Był starszym bratem malarza Wasilija Wierieszczagina.

## Życiorys

### Dzieciństwo i młodość
Urodził się 25 października 1839 roku w majątku ojca nad rzeką Szeksną (gubernia nowogrodzka). Był synem właściciela ziemskiego i emerytowanego asesora kolegialnego (zob. tabela rang Piotra I), Wasilija Wasilijewicza Wierieszczagina (ros. Василий Васильевич Верещагин), któremu podlegało sześć wiosek z okolicznymi lasami i 400 chłopów pańszczyźnianych. Matka, Anna Nikołajewna, pochodziła z majętnej rodziny ziemian, posiadających ponad 1000 chłopów pańszczyźnianych w guberni twerskiej, nowogrodzkiej i wołogodzkiej. Według W. Stasowa – krytyka sztuki, który dobrze znał rodziców Nikołaja i jego braci – ich dzieci odziedziczyły upór i wytrwałość ojca.
Początkowo wychowywał się w dworku rodziców, z liczną służbą. Uczył się od piątego-szóstego roku życia, początkowo od matki, a następnie od guwernera (Niemca) oraz od syna miejscowego księdza. Po kilku latach został zapisany, zgodnie ze zwyczajami dotyczącymi kształcenia dzieci rodzin szlacheckich, do korpusu kadetów.
Nikołaj miał trzech młodszych braci:
- Wasilija (ur. 1842) – przyszłego artystę-malarza, batalistę,
- Siergieja (ur. 1845) – uzdolnionego graficznie i zadziwiającego otoczenie odwagą w czasie wojny rosyjsko-tureckiej, przyszłego ordynansa gen. Michaiła Skobielewa (zginął w bitwie pod Plewną),
- Aleksandra (ur. 1850) – też uczestnika wojny rosyjsko-tureckiej, który od roku 1900 służył w wojsku na Dalekim Wschodzie; odszedł na emeryturę w randze generała (jego wojenne opowiadania chwalił Lew Tołstoj).

Kariera wojskowa nie była zgodna z zainteresowaniami najstarszego z braci (jako dziecko nie interesował się polowaniami, organizowanymi przez członków rodziny, zwracając większą uwagę na zwierzęta gospodarskie). Do korpusu kadetów został przyjęty w wieku 10 lat razem z Wasilijem (o trzy lata młodszym). Obaj zostali kadetami Korpusu Aleksandryjskiego w grudniu 1849 roku, a w sierpniu następnego roku – do Morskiego Korpusu Kadetów im. Piotra Wielkiego w Sankt Petersburgu. W czasie wojny krymskiej (1853–1856) kilkunastoletni podchorąży Nikołaj Wierieszczagin służył na parowej kanonierce w Kronsztadzie. W roku 1859 otrzymał zgodę Generalnego Admirała (zob. Konstanty Romanow) na podjęcie – „w przeciwieństwie do innych” – studiów na Wydziale Fizyki i Matematyki Uniwersytetu Petersburskiego (kierunek – nauki przyrodnicze), jako oficer marynarki i wolny słuchacz. Studia ukończył w roku 1864.
W czasie studiów miał po raz pierwszy kontakt z Dmitrijem Mendelejewem, lubianym wykładowcą, obiecującym trzydziestoletnim chemikiem. Jest prawdopodobne, że również Mendelejew mógł spostrzec i zapamiętać studenta, który wyróżniał się mundurem marynarki wojennej. W uniwersytecie słuchał inspirujących wykładów Aleksandra W. Sowietowa, specjalisty agronoma, zajmującego się problemami systemów rolnych (z uwzględnieniem warunków społeczno-ekonomicznych).

### Działalność na rzecz rozwoju produkcji mlecznej

#### Lata 1861 – 1865 (przygotowania)
Będąc narodnikiem postanowił działać na rzecz poprawy ekonomicznej sytuacji chłopów, poprzez starania o racjonalizację działalności w gospodarstwach wiejskich – chowu i hodowli bydła mlecznego oraz mleczarstwa. Jeszcze jako student uzyskał w roku 1861 – w przeddzień reformy uwłaszczeniowej Aleksandra II – zwolnienie ze służby wojskowej. Zamieszkał w posiadłości rodziców i zajął się, jako pojednawca ujezdu (z wyboru), przygotowywaniem potrzebnych aktów prawnych (zob. rosyjskie gramoty w XVIII i XIX wieku). 

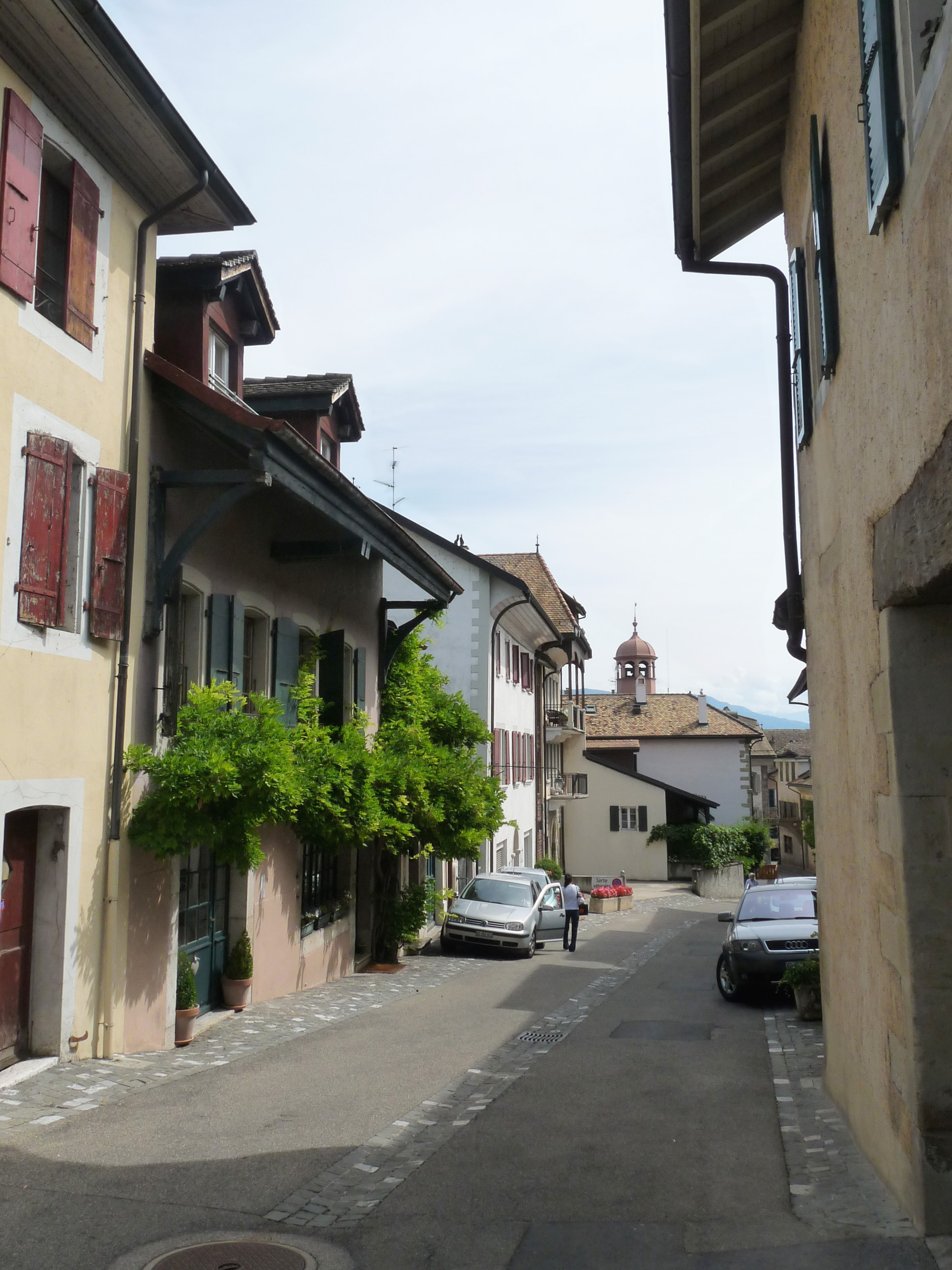
Uliczka w Coppet (Szwajcaria)

Na zebraniach ziemstwa w Twerze zabiegał o pożyczki dla chłopów na organizację spółdzielni mleczarskich i serowarni oraz o rozpowszechnienie informacji o technologii (w tych latach produkcją serów zajmowali się nieliczni Rosjanie, o ubogiej fachowej wiedzy, oraz cudzoziemcy, którzy niechętnie ujawniali zawodowe tajemnice).
Wiosną 1865 roku – zgodnie z radą młodszego brata – rozpoczął, wraz z żoną Tatianą Iwanowną, podróż do Szwajcarii i innych krajów – Niemiec, Wielkiej Brytanii, Francji, Holandii, Danii i Szwecji. W krajach tych obserwował organizację produkcji mleka, masła i serów. Zainteresował się systemem organizacji, w którym gospodarze oddają mleko do przetwórni, a następnie dzielą się między sobą dochodami ze sprzedaży serów i masła.
Poznał tajniki produkcji serów chudych, pracując w małej serowarni w szwajcarskiej miejscowości Coppet, w pobliżu Genewy. Pracę zaczynał jako praktykant, a już po trzech miesiącach otrzymał dyplom serowara, zadziwiając Szwajcarów. Koło Fryburga uczył się, pod okiem mistrzów, technologii serów tłustych. Przed powrotem do Rosji napisał opracowanie, które według współczesnych standardów odpowiada dysertacji technologa.

#### Realizacja planów

##### Spółdzielcze wytwórnie serów
Po powrocie do Rosji jesienią 1865 roku wydał broszurę pod tytułem О сыроделии и сыроварных ассоциациях в Швейцарии» („O serowarstwie i stowarzyszeniach serowarów w Szwajcarii”), na którą zwrócono uwagę tylko w środowisku akademickim. Zamierzając doprowadzić do szybszej reorganizacji rosyjskiej wytwórczości mleczarskiej Wierieszczagin osiedlił się z żoną w guberni twerskiej i podjął samodzielne starania o uruchomienie działalności w praktyce. Początkowo wynajął dwie zaniedbane chaty. Jedną z nich przystosował do celów produkcji sera, drugą – do zamieszkania rodziny (tu urodził się pierworodny syn Nikołaja i Tatiany, Kuźma). W październiku tegoż roku uzyskał finansowe wsparcie od Cesarskiego Wolnego Towarzystwa Ekonomicznego, umożliwiające przystąpienie do poprawy stanu gospodarki w guberni twerskiej. Pozwoliło to na sprowadzenie zagranicznych mistrzów serowarstwa i produkcji masła ze Szwajcarii, Holsztyna, Danii, m.in. szczególnie zasłużonego dla Wołogdy małżeństwa, Friedricha i Idy Bumanów (ros. Фридрих и Идa Буман), imigrantów z Fionii. Już 19 marca 1866 roku rozpoczęła działalność pierwsza w Rosji chłopska spółdzielcza wytwórnia serów we wsi Otrokowicze (ros. Отроковичи, obwód twerski, rejon Konakowa), a w roku 1868, w imieniu barona Korfa (ros. Павел Иванович Корф, zob. Korfowie), otwarto modelową fermę bydła mlecznego w Edimonowie (ros. Едимоновo). W roku 1870 w guberni działało 11 spółdzielni, zajmujących się serowarstwem.

##### Kształcenie specjalistów
Wkrótce po uruchomieniu pierwszych zakładów Wolne Towarzystwo Ekonomiczne poprosiło prof. Mendelejewa o wizytację zorganizowanych serowarni.
W swojej opinii, przesłanej do Towarzystwa po wizytacji (przeprowadzonej wspólnie z Wierieszczaginem), Mendelejew wyraził przekonanie o poprawności wskazanego kierunku ulepszeń gospodarki mlecznej w Rosji oraz o potrzebie ich intensywnej kontynuacji, w tym utworzenia (gdzieś nad Wołgą) szkoły dla 50 specjalistów.

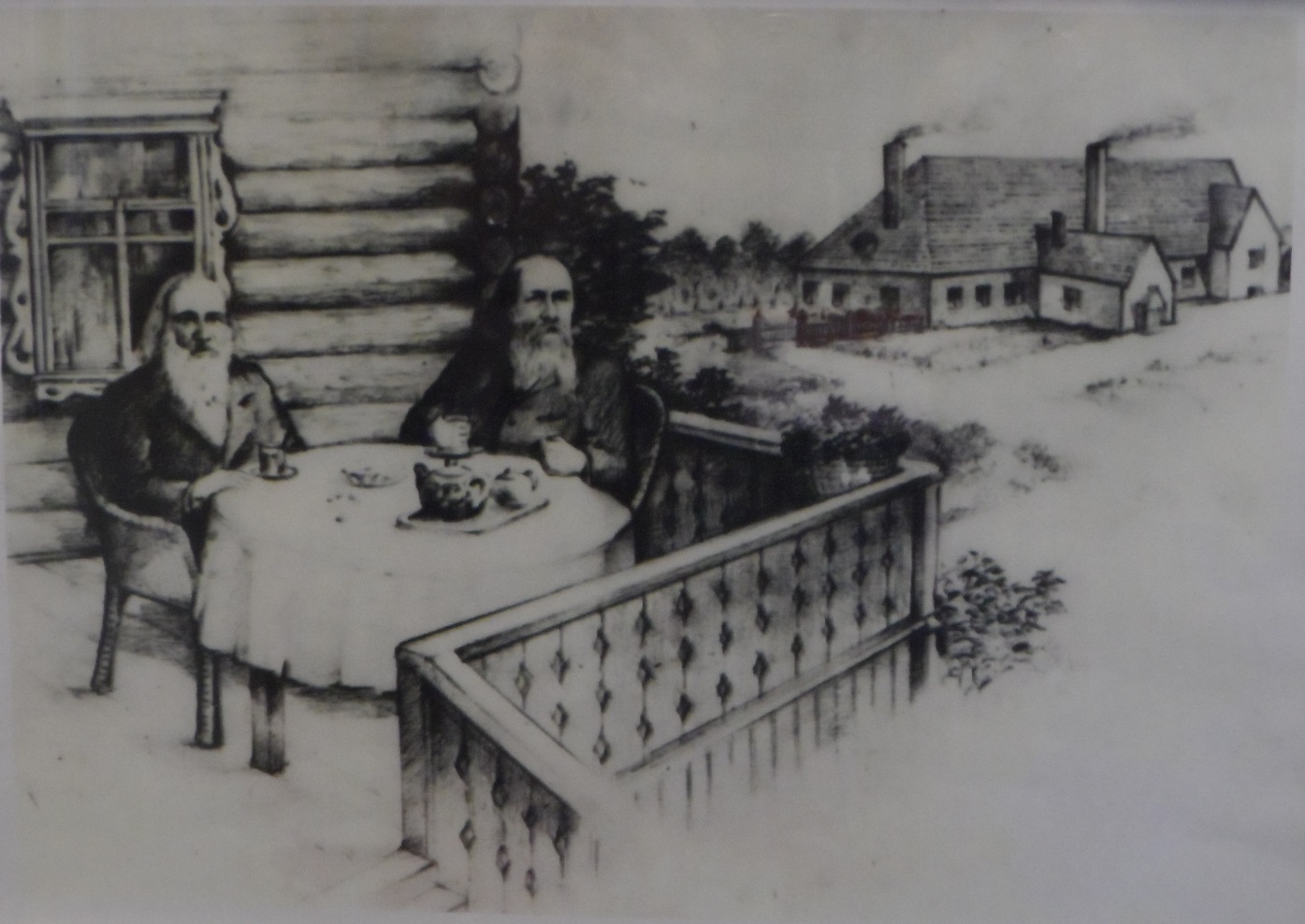
Nikołaj Wierieszczagin z Dymitrem Mendelejewem obok szkoły w Edimonowie

Szkoła została otwarta w roku 1871 na bazie fermy w Edimonowie. Jednym z nauczycieli był F. Buman. Działała do roku 1894, przygotowując w tym czasie ponad 700 mistrzów. Do modelowego gospodarstwa Bumanów (po zakończeniu kontraktu zostali w Rosji) byli nadal przyjmowani stażyści (w tym trybie wykształcono ponad 400 mistrzów). W roku 1911 gospodarstwo przekształcono w pierwszy rosyjski instytut mleczarstwa (obecnie Молочнохозяйственная академия им. Н. В. Верещагина).
W trosce o popularyzację problemów mleczarstwa i serowarstwa utworzył również dwa specjalistyczne wydawnictwa – w roku 1878 gazetę nt. hodowli krów mlecznych (ros.Скотоводство), a nieco później Bестник русского сельского хозяйства (pol. Biuletyn rosyjskiego rolnictwa).

##### Masło wołogodzkie
Działalność hodowlaną, przemysłową i oświatową Wierieszczagin prowadził, utrzymując kontakt z innymi specjalistami, w tym jako organizator i uczestnik wystaw krajowych. Uczestniczył również w wystawach międzynarodowych, między innymi światowej wystawie gospodarki mlecznej, która odbyła się w Paryżu w roku 1870.
Często publikowana jest – w różnych wersjach – informacja, że w czasie tej wystawy zwrócił uwagę na masło wyprodukowane w Normandii, cechujące się przyjemnym orzechowym smakiem, i postanowił uruchomić w Rosji produkcję rosyjskiego masła o podobnych właściwościach. Cel udało się osiągnąć w gospodarstwie Bumanów, po opracowaniu przez Wiereszczagina technologii, której specyficzną cechą jest ogrzewanie świeżej słodkiej śmietanki do temperatury bliskiej wrzenia. Otrzymane masło zostało przez twórcę technologii nazwane „masłem paryskim”. Było eksportowane na Zachód poprzez Petersburg i zyskało tam duże uznanie jako „masło petersburskie”. Współcześnie jest nadal produkowane jako „masło wołogodzkie” – produkt umieszczony na kulinarnej mapie Rosji jako charakterystyczny dla obwodu wołogodzkiego. Do stosowania nazwy „masło wołogodzkie” GOST 37-91 uprawnia wyłącznie zakłady zlokalizowane w tym obwodzie).

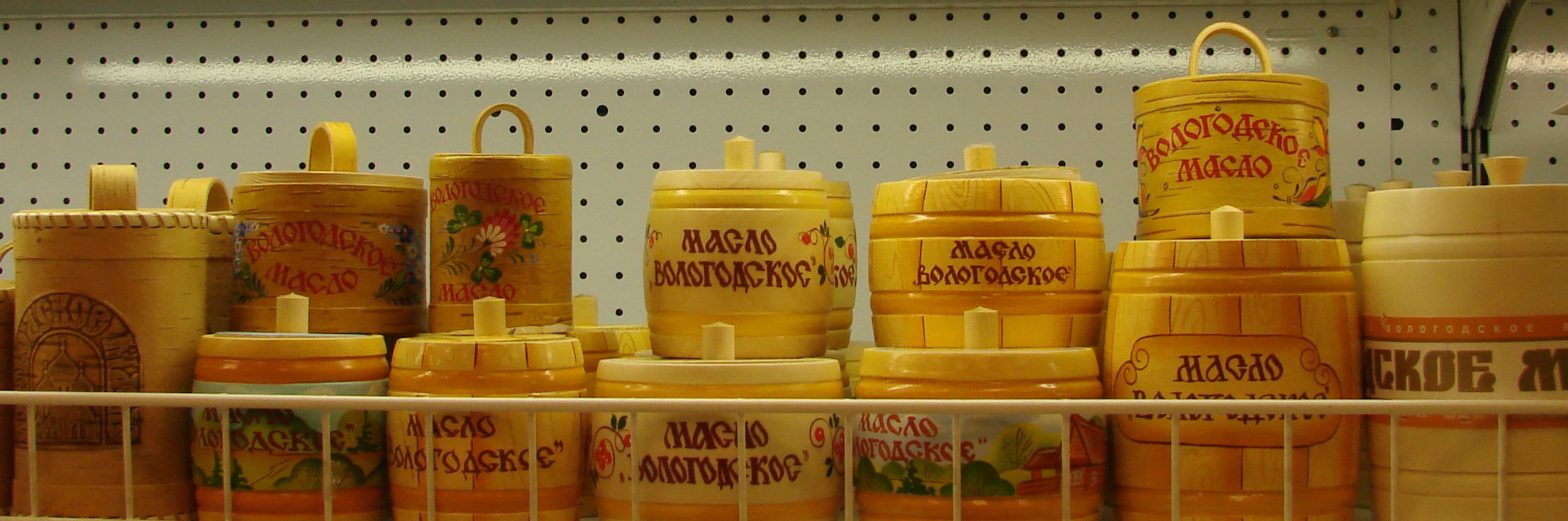
Masło wołogodzkie

## Publikacje
N.W. Wierieszczagin napisał ok. 60 prac naukowych i popularnonaukowych na temat gospodarki rolnej, m.in.:
1. О распространении артельного сыроварения в России (Труды Императорского Вольного экономического общества, 1870)
2. Новости по молочному хозяйству. Молочный отдел на копенгагенской выставке в 1888 году (Вестник русского сельского хозяйства, 1888)
3. Новости по молочному хозяйству. II. Молочное хозяйство в Дании (Вестник русского сельского хозяйства, 1888)
4. Новости по молочному хозяйству. III. Молочное хозяйство в Швейцарии (Вестник русского сельского хозяйства, 1888)
5. К вопросу об увеличении числа ветеринаров и усилении ветеринарного образования (Вестник русского сельского хозяйства, 1889)
6. Молочное хозяйство на юге и пригодность для молока коров южных пород (Вестник русского сельского хозяйства, 1889)
7. К вопросу о маргарине (Вестник русского сельского хозяйства, 1889)
8. Ответ г-ну Полторацкому на его заметку "К вопросу об улучшении скотоводства в России" (Вестник русского сельского хозяйства, 1889)
9. О пошлинах на земледельческие орудия и машины (Вестник русского сельского хозяйства, 1889)
10. Приготовление сычугов (Вестник русского сельского хозяйства, 1889)
11. Статьи, Кооперация: Страницы истории, tom 1, księga 1, Moskwa 1999, s. 456–530

## Wyróżnienia
N.W. Wierieszczagin został przyjęty do Cesarskiego Moskiewskiego Towarzystwa Rolniczego (1866) oraz odznaczony orderem Świętej Anny III stopnia (1869 lub 1970). W latach 1902–1904 był konsultantem Ministerstwa Rolnictwa do spraw gospodarki mlecznej. Jako kierownik szkoły oraz wytwórca masła i serów otrzymał kilkadziesiąt złotych i srebrnych medali na wystawach krajowych i zagranicznych, m.in.:

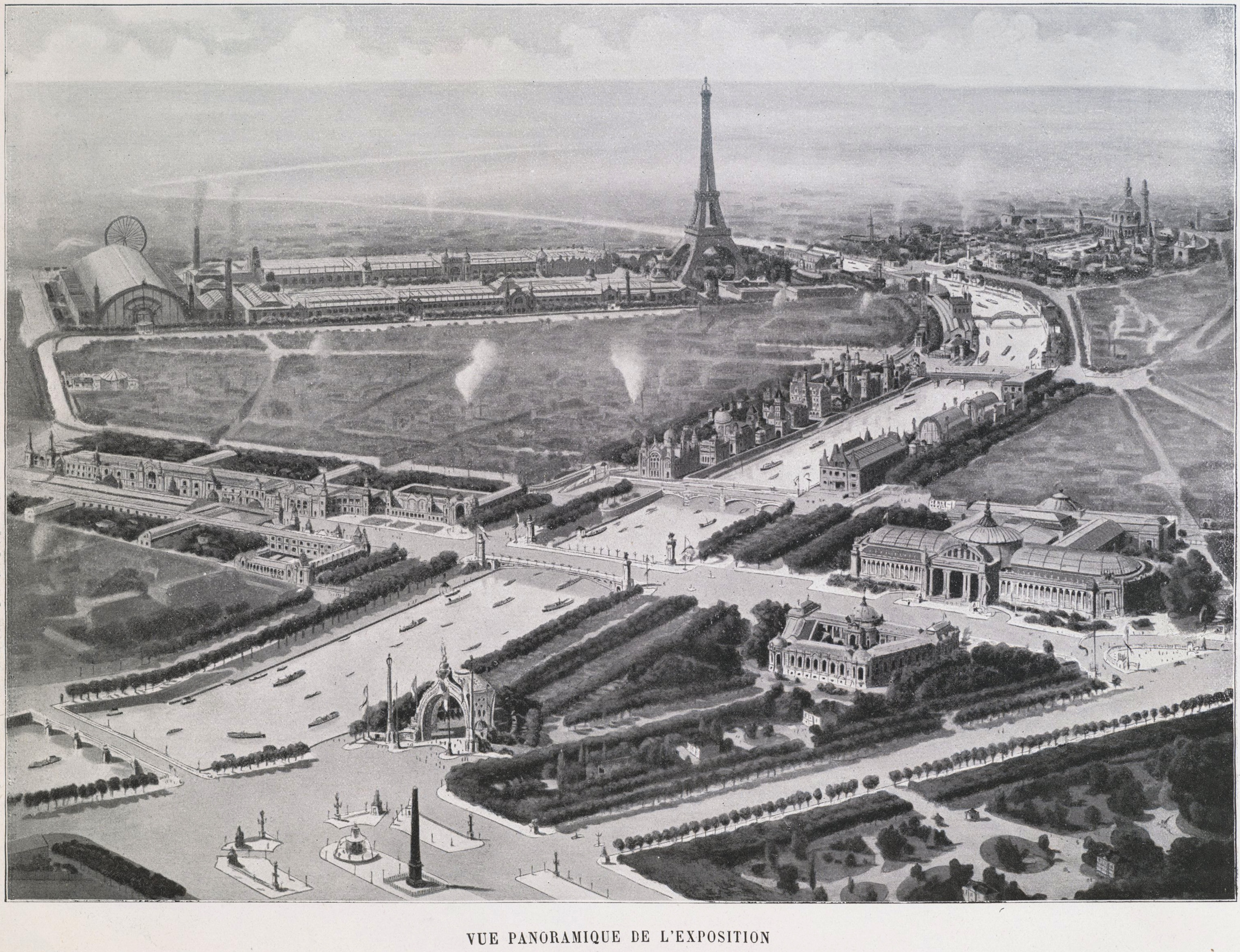
Exposition universelle de 1900, Paryż (panorama)

- 1867 – złoty medal na wystawie w Twerze, dyplom za zasługi w tworzeniu spółdzielczych serowarni
- 1870 – złoty medal na wystawie przemysłowej w Petersburgu
- 1880 – wielki złoty i trzy srebrne medale na międzynarodowej wystawie w Londynie
- 1895 – złoty medal Moskiewskiego Towarzystwa Rolniczego

Jedną z jego ostatnich prac było przygotowanie prezentacji gospodarki mlecznej w rosyjskim pawilonie na Światowej wystawie w Paryżu. Prezentowane eksponaty otrzymały liczne wysokie nagrody, a cały dział – honorowy dyplom.

## „Dług pośmiertny” i upamiętnienie
W roku 1907 dochód gospodarstw mlecznych Rosji przekroczył miliard złotych rubli, osiągnięto też wielki wzrost liczebności inwentarza. Uznając to za efekt pracy Nikołaja Wierieszczagina, zmarłego 13 marca 1907, Dymitr Mendelejew – jego przyjaciel i pomocnik – wypowiedział myśl, że zmarły został „posłany ludzkości przez samego Wszechmogącego dla jej harmonijnego wzrostu i rozwoju” (ros. послан самим Всевышним человечеству для его гармоничного роста и развития).
Nikołaj Wierieszczagin zmarł otoczony troską swojej rodziny, nie zabezpieczając jej jednak finansowo. W roku 1989 weteran przemysłu mleczarskiego, Aleksander Kiszkin, opublikował w gazecie „Za kulisami” tekst o znamiennym tytule Посмертный долг (Pośmiertny dług). Poinformował, że na rozwój produkcji sera na Kaukazie i masła na Syberii oraz szkolenie mistrzów w Edimonowie Nikołaj Wierieszczagin przeznaczył wszystkie swoje oszczędności, równocześnie zabezpieczając spłaty carskiego kredytu wartością rodzinnej posiadłości. Dopiero dwa lata później jego syn, Kuźma Nikołajewicz, ośmielił się skierować do premiera Stołypina wniosek o zwolnienie rodziny Nikołaja Wierieszczagina z obowiązku spłacania długu. Wniosek został rozpatrzony pozytywnie, a emeryturę wdowy ponad dwukrotnie zwiększono.
Obecnie dowodami pamięci o zasługach N.W. Wierieszczagina są m.in.
- ekspozycja jego dokonań w Domu-Muzeum Pamięci Wierieszczaginych, obok dokonań jego starszego brata, Wasilija[36]
- nadanie jego imienia Wołgogradzkiej Akademii Przetwórstwa Rolniczego (31 sierpnia 1995)[35][26]
- troska o archiwum dorobku publikacyjnego, zgromadzonego w bibliotece Akademii im. N.W. Wierieszczagina, oraz opracowania licznych biografii (m.in. 56 pozycji w zasobach biblioteki)[31]